# Mubareć
Mubareć ili mubarek (koji je sretan, blagoslovljen, onaj koji je beskrajno dobre i plemenite naravi, sretno!, čestitam!; tur. mübarek ← arap. mubāräk), pojam u islamu. U osnovi značenje riječi mubareć (mubarek) jest razvijanje, povećavanje, sreća, blagodat, blagostanje i od istog su korijena riječi tebrik i tebareke. U Kuranu važni pojmovi oslovljeni su riječju mubarek, dajući im na važnosti i težini. Prvo je dova za povećanje i sreću, a drugo je lijepo Alahovo ime, smatrati svetim, uzvišenim. Davajući nečemu obilježje mubareća znači posvjedočiti da je u tome Alahov blagoslov te da je Alahovom voljom drugačije od ostalog. Mubarećem se naziva ono što s malo daje mnogo, više od očekivana. Najčešće se riječ prevodi blagoslovom ali riječ je šireg značenja od riječi blagoslovljen/a. Mubarekom su u Kuranu imenovani drvo masline, Ćaba, Isa, voda, planina Sinaj, islamski pozdrav, noć u kojoj je počelo objavljivanje Kurana.